# Euphorbia bodenghieniae
Euphorbia bodenghieniae är en törelväxtart som först beskrevs av François Malaisse och Lecron, och fick sitt nu gällande namn av Peter Vincent Bruyns. Euphorbia bodenghieniae ingår i släktet törlar, och familjen törelväxter.
Artens utbredningsområde är Kongo-Kinshasa. Inga underarter finns listade i Catalogue of Life.